# 岑潛波
岑潛波（英語：Sham Chin-Bo，？—？），外号“波仔”香港演员。

## 生平
香港演员，在1960年代末加入邵氏公司并出演一些电影作品，其第一个出演的作品是《毒龙潭》。
和成龙、李小龙等人一样，出演的角色大部分都是武打角色，并且其很低调，基本上除了一些电影的剧照之外，很少有人能看到其生活照等其他的东西。
其担任过动作指导等职位，后在拍完《終極獵殺》（1994年）息影。
之后在2017年，在成龙举行的纪念活动中，成龙在活动中表明其已经逝世。

## 资料来源
1. ↑  黄仁. . 中華影評人協會. 2004年.
2. ↑  . 中国电影出版社. 1996年.
3. ↑  . youtube.   [2023-11-05]. （原始内容存档于2023-11-05）.

## 外部連結
- 岑潛波在互联网电影资料库（IMDb）上的資料（英文）
- 岑潛波在香港影庫上的簡介
- 岑潛波在豆瓣上的资料（简体中文）